# Carlo Cressini

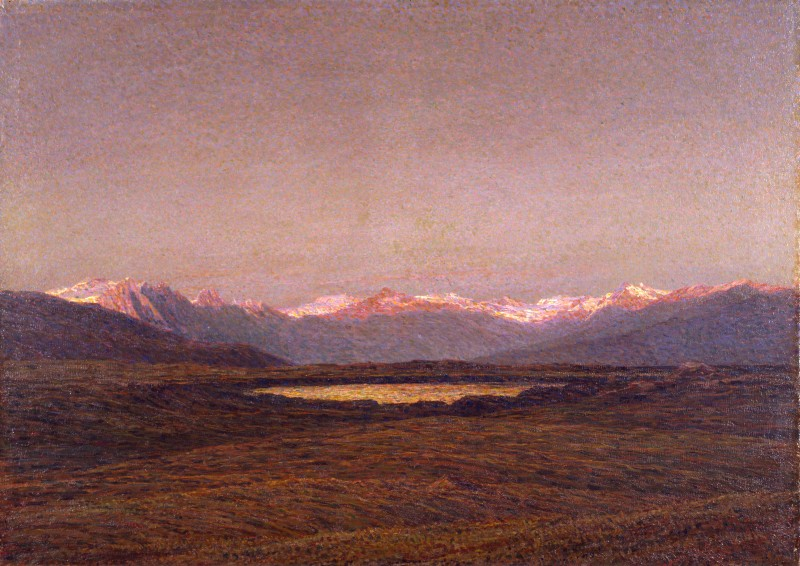
Tramonto sereno (Foscagno - Valtellina), 1920-1925 (Fondazione Cariplo)

Carlo Cressini (Genova, 3 novembre 1864 – Milano, 13 maggio 1938) è stato un pittore italiano.

## Biografia
Nasce a Genova da Daniele e da Fanny Lavidge, famiglia benestante che si trasferisce prima a Milano e da qui a Torino. Carlo si iscrive all'Accademia Albertina. Nel 1884 torna nella città lombarda, ospite della sorella Elisa, madre di Carlo Guzzi, per proseguire gli studi all'Accademia di Belle Arti di Brera, allievo di Giuseppe Bertini. Partecipa regolarmente alle manifestazioni milanesi e torinesi. Nel 1887 è alla Nazionale di Venezia e, sempre a Venezia, partecipa nel 1897 all'Esposizione internazionale d'arte dove tornerà nel 1899, 1914 e dal 1920 al 1928. Dopo le prime prove nel ritratto e nella natura morta, a partire dall'ultimo decennio dell'Ottocento si dedica alla pittura di paesaggio, guardando al naturalismo di Filippo Carcano e, come questi, trovando ispirazione dai luoghi incontaminati delle Alpi italiane e svizzere. Verso la metà del primo decennio del nuovo secolo sperimenta la pittura divisionista proseguendo in questa ricerca fino agli ultimi anni di attività.
Carlo Cressini è zio materno di Carlo Guzzi, uno dei fondatori della Moto Guzzi.